# Krošelj
Krošelj je priimek več znanih ljudi:
- Alenka Černelič Krošelj (*1973), etnologinja in muzealka v Brežicah
- Franc Krošelj (1873—1959), duhovnik
- Gašper Krošelj (*1987), hokejist
- Jožko Krošelj (1902—1969), publicist, urednik Svobodne Slovenije
- Klara Krošelj (*1994), gorska tekačica, krosistka
- Mateja Krošelj, restavratorka-konservatorka
- Rado Krošelj (1915—?), grafični oblikovalec, ilustrator
- Vida Krošelj (1924—1942), partizanka, borka NOV